# Cobras (milice)
Pour les articles homonymes, voir Cobra (homonymie).
Les Cobras sont une milice politique de République du Congo, fondée en novembre 1993 par le Parti congolais du travail. Surtout actifs dans les années 1990, leur rôle était de soutenir et protéger Denis Sassou-Nguesso, alors ancien président du pays, face aux Ninjas de Bernard Kolélas et aux Zoulous du président Pascal Lissouba. 
Cette milice joua un rôle décisif pendant la guerre civile de 1997 pour faire revenir Denis Sassou-Nguesso au pouvoir. Composée d'environ 200 membres à ses débuts, son effectif était estimé à 8 000 miliciens à la fin des années 1990.
Réputés peu disciplinés, les Cobras ont été accusés de nombreuses exactions allant à l'encontre des droits humains, notamment contre des civils (viols, meurtres, tortures, enlèvements). Depuis la fin de la guerre civile, une partie de ses membres a rejoint l'armée régulière, alors que d'autres se sont tournés vers le pillage et le banditisme.

## Historique

### Création en 1993 et débuts

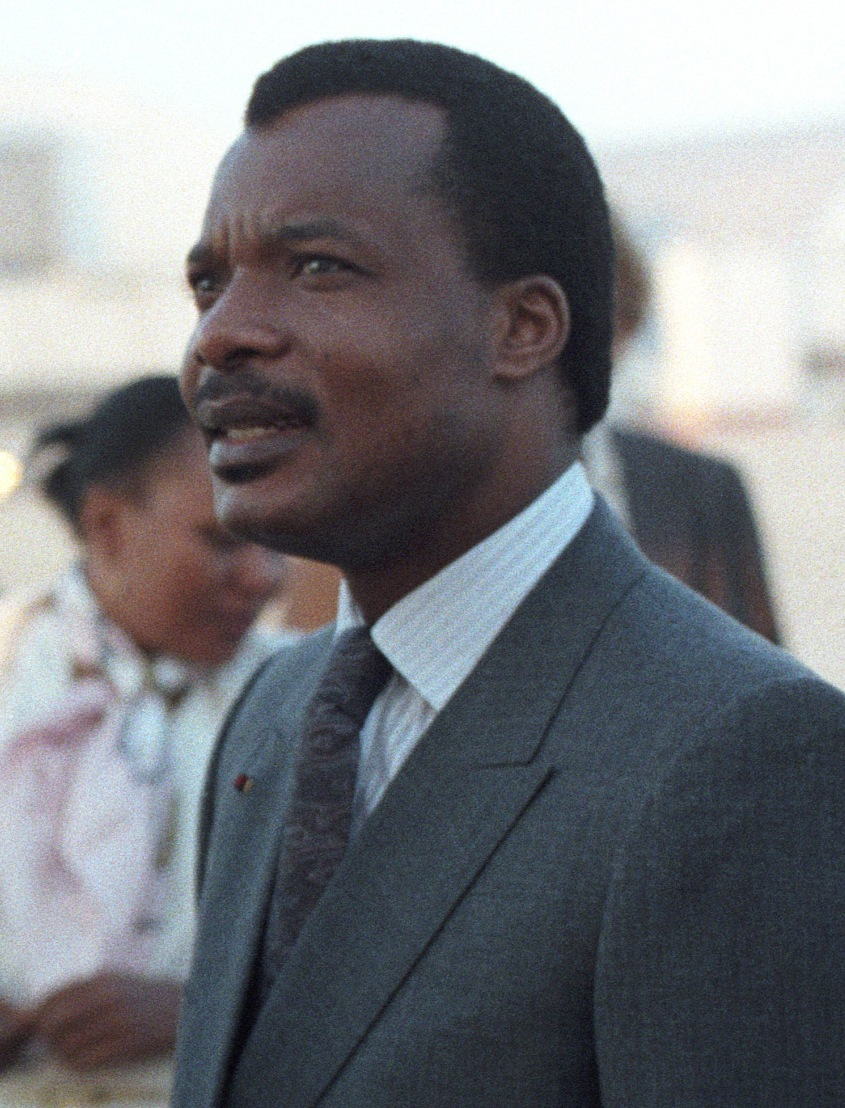
Denis Sassou-Nguesso (ici en 1986) pour qui la milice des Cobras a été créée en 1993.

La milice des Cobras est créée début novembre 1993, dans un contexte très conflictuel au Congo. À cette époque, deux milices politiques sont déjà actives : les Zoulous soutenant l'UPADS du président Pascal Lissouba et les Ninjas soutenant le MCDDI de l'opposant Bernard Kolélas.
Le 3 novembre 1993, l'armée congolaise encercle le quartier de Bacongo à Brazzaville, où se trouve le siège du parti d'opposition MCDDI, et tire à l'arme lourde. Le Parti congolais du travail (PCT), ancien parti unique devenu parti d'opposition, apporte alors son soutien au MCDDI et à ses Ninjas. Après la fin des hostilités, craignant que ses propres dirigeants, et notamment son chef Denis Sassou-Nguesso, ne soient visés par les forces gouvernementales, le PCT décide de créer sa propre milice politique : les Cobras. Ces derniers ont alors pour but de protéger les quartiers de Poto-Poto, Ouenzé et Mpila (Brazzaville), où se trouve le siège du PCT. Le nom « Cobras » est choisi en référence à des films de kung-fu, populaires parmi les jeunes recrues.
Les premiers membres des Cobras sont recrutés parmi les militants du « Comité de soutien Denis Sassou-Nguesso », composé de quelques centaines d'hommes et de femmes jeunes et issus de diverses origines sociales et ethniques, avec cependant une prédominance de « Nordistes ». 200 à 250 militants sont alors recrutés parmi les membres de ce comité, et leur quartier général est installé dans la résidence de Sassou-Nguesso à Brazzaville. Ce dernier charge alors les 15 militaires affectés à sa protection personnelle de former les Cobras. L'armée, au sein de laquelle l'ancien président, lui-même militaire, avait encore des liens, continue par la suite de jouer un rôle important dans l'encadrement des Cobras : les colonels Pierre Oba et Michel Ngakala (en) (cousin de Sassou) sont ainsi placés à la tête de la milice. 
Selon les versions, les premiers Cobras étaient soit juste nourris sans autre compensation, soit payés 10 000 FCFA les deux premières semaines de novembre 1993, puis de moins en moins au fil des semaines, provoquant la démobilisation de plusieurs membres. Par la suite, la milice recrute également plusieurs jeunes marginalisés.
Très vite, les Cobras s'organisent pour voler des armes dans des dépôts de la police et de l'armée, avec la complicité des Ninjas de Bernard Kolélas. Ils participent également à des guérillas urbaines à Brazzaville, notamment contre l'armée et les Zoulous du président Pascal Lissouba. Dans les quartiers contrôlés par les Cobras (Ouenzé, Poto-Poto et Talangaï), leur présence contribue cependant à augmenter l'insécurité et le taux de criminalité. Les membres responsables de ces dérives sont alors exclus de la milice, mais ces derniers repartent avec leurs armes.

### Départ de Sassou-Nguesso (1995-1997)
En janvier 1995, l'UPADS (au pouvoir) et le MCDDI (opposition) s'allient pour former un gouvernement d'union nationale. Denis Sassou-Nguesso se replie alors dans son fief d'Oyo (Cuvette), où environ 500 Cobras (à l'époque, la majorité des effectifs) le suivent et s'y installent. Ils y restent quand Denis Sassou-Nguesso décide de quitter le pays en milieu d'année pour s'installer en France, et se mettent à pratiquer l’aquaculture et la pisciculture pendant son absence,.
Certains membres restés à Brazzaville, ne recevant plus de moyens de subsistances, tombent cependant dans la délinquance. Certains d'entre eux, organisés en bande, investissent la résidence de Sassou-Nguesso, et participent à plusieurs attaques à main armée dans la capitale. Avec l'accord de Sassou-Nguessou, le gouvernement envoie l'armée pour les déloger, mais ces derniers quittent les lieux rapidement pour se replier à Oyo.
Le démantèlement des milices devient alors un sujet récurrent dans le débat public congolais au cours de l'année 1995. Avec le « Pacte de Paix » signé en décembre 1995, il est prévu qu'elles soient démantelées et que les miliciens âgés de 18 à 22 ans soient recrutés dans la police et la gendarmerie (un quota de 1 000 places est ainsi réservé aux milices de l'opposition). Le Parti congolais du travail (PCT) refuse cependant de désarmer ses Cobras, jugeant que la sécurité de ses dirigeants n'est pas garantie.

### Guerre civile de 1997

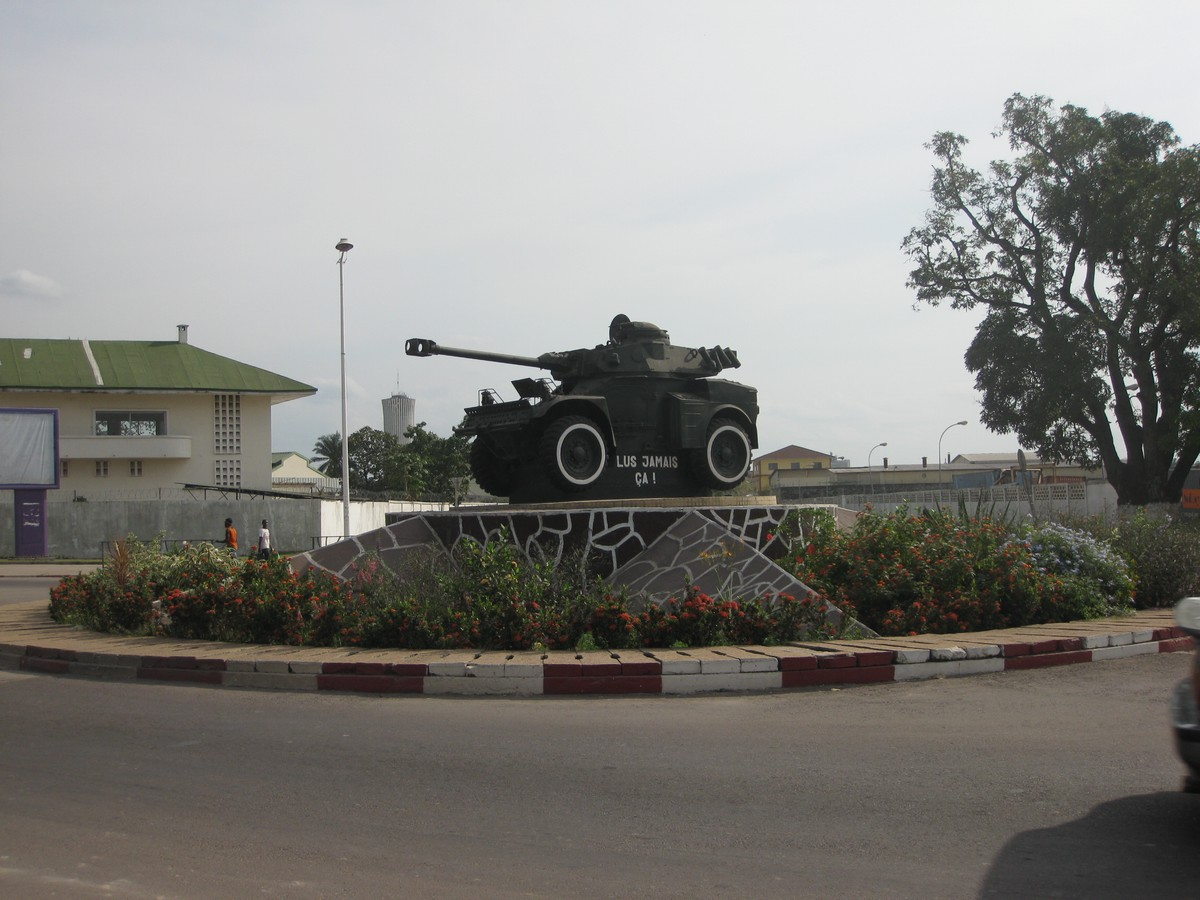
Un char sur la « Place du 5 Juin » (Brazzaville), en face du palais présidentiel, en mémoire des évènements de la guerre civile.

Souhaitant se présenter à l'élection présidentielle, Denis Sassou-Nguesso revient au Congo en janvier 1997. Pendant cette même année, les Cobras se professionnalisent : les nouvelles recrues, provenant de villages et petites villes du Congo, reçoivent leur formation dans le nord du pays.
Au cours de l'année 1997, les tensions vont croissantes au Congo et les Cobras participent à de nombreux affrontements contre les Zoulous et les Ninjas. Une guerre civile éclate au mois de juin, et des combats sanglants entre les Cobras et les forces du président Pascal Lissouba font des milliers de morts dans le pays.
Aidés par l'armée régulière ralliée à Denis Sassou-Nguesso, ainsi que par des troupes angolaises et tchadiennes, les Cobras marchent sur Brazzaville en octobre 1997 et remportent la guerre civile, permettant le retour de Denis Sassou-Nguesso au pouvoir, qui s'auto-proclame Président de la République le 25 octobre 1997.
Après la victoire, les Cobras se livrent à des pillages frénétiques à travers la capitale. Leurs dirigeants blâment alors le président déchu Pascal Lissouba, l'accusant d'avoir appauvri le pays.

### Retour de Sassou-Nguesso au pouvoir (depuis 1997)
Après le retour de Denis Sassou-Nguesso au pouvoir en 1997, les Cobras sont utilisés pour traquer les opposants du nouveau président, notamment les miliciens Cocoyes et Ninjas. 
Le 1er mai 1999, le Président autorise les habitants des quartiers sud de Brazzaville, qui avaient fui dans la région du Pool, à revenir chez eux. Ces derniers, souvent affaiblis et affamés après plusieurs mois passés en forêt, sont cependant la cibles d’enlèvements, de tortures et de viols de la part des Cobras. 
Par la suite, les activités des Cobras se confondent de plus en plus avec celles de l'armée régulière, et il devient difficile de les distinguer. Denis Sassou-Nguesso décide alors d'en intégrer un certain nombre dans les forces armées. Parmi ceux n'ayant pas été sélectionnés, plusieurs Cobras conservent leurs armes et se lancent dans le grand banditisme et le pillage. Différentes factions se mettent en outre à émerger à la fin des années 1990.

## Composition
Dans les années 1990, les membres des Cobras sont en général des hommes jeunes, âgés de 15 à 35 ans. Une grande partie est composée de jeunes urbains scolarisés mais sans aucun débouché ni perspective d'avenir, trouvant une forme d'intégration sociale au sein de la milice. Une autre partie, tout aussi importante, est composée de jeunes marginaux, souvent déscolarisés ou déclassés.
Bien que surtout composée de membres masculins, la milice comptait également quelques femmes dans ses rangs.
Les Cobras étaient surtout recrutés parmi les « Nordistes », venant de la région d'origine de Denis Sassou-Nguesso.
Composés de 200 à 250 membres à leur création en 1993, l'hebdomadaire L'Autre Afrique estimait à 8 000 hommes l'effectif des Cobras en 1999.

## Accusations de violation des droits humains
Selon le Bureau de la coordination des affaires humanitaires des Nations Unies, à la suite du retour de Denis Sassou-Nguesso au pouvoir, plusieurs organisations de défense des droits humains ont accusé les Cobras « de viols, de meurtres arbitraires et d'autres violations des droits de l'homme contre des civils » à la fin des années 1990.
Entre décembre 1998 et l'été 1999, un rapporteur de l'ONU a comptabilisé des « dizaines de milliers » de femmes issues des ethnies laris et bakongos systématiquement violées par les Cobras, alors qu'elles regagnaient leurs habitations après s'être cachées dans les forêts du Pool pendant la guerre civile.